# Dark Matter (альбом IQ)
Dark Matter — девятый студийный альбом английской группы нео-прогрессивного рока IQ, выпущенный 29 июня 2004 года. Это последний альбом, в котором принимал участие клавишник Мартин Орфорд до его ухода из группы и вообще из музыкальной индустрии.

## Композиции
1. Sacred Sound — 11:40
2. Red Dust Shadow — 5:53
3. You Never Will — 4:54
4. Born Brilliant — 5:20
5. Harvest of Souls — 24:29

## Участники записи
- Питер Николлс — вокал
- Майк Холмс — гитара
- Мартин Орфорд — клавишные
- Джон Джоуитт — бас-гитара
- Пол Кук — ударные